# Allie Morrison

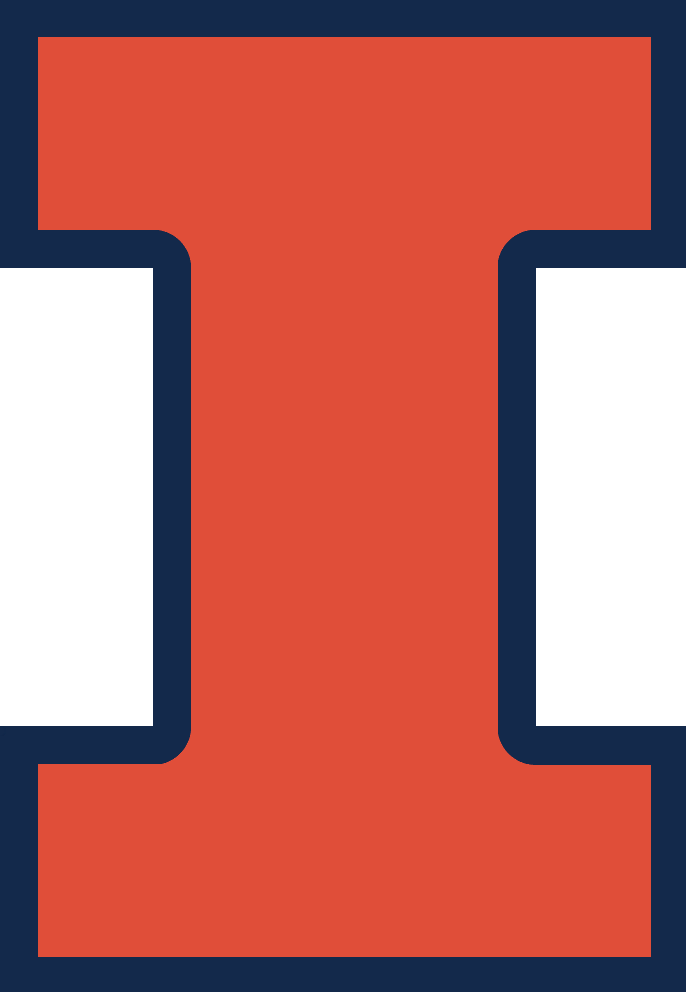
Zawodnik Illinois Fighting Illini

Alvin Roy „Allie” Morrison (ur. 29 czerwca 1904 w Marshalltown, zm. 18 kwietnia 1966 w Omaha) – amerykański zapaśnik walczący w stylu wolnym. Złoty medalista olimpijski z Amsterdamu 1928, w wadze piórkowej.
Zawodnik Marshalltown High School i University of Illinois.
Trzykrotny mistrz Amateur Athletic Union, w latach 1926–1928.

## Letnie Igrzyska Olimpijskie 1928
| Konkurencja      | Rundy eliminacyjne       | Rundy eliminacyjne         | Rundy eliminacyjne  | Klas. końcowa |
| Konkurencja      | Ćwierćfinał              | Półfinał                   | Finał               | Miejsce       |
| ---------------- | ------------------------ | -------------------------- | ------------------- | ------------- |
| 61 kg styl wolny | Pieter Bressinck (BEL) Z | Kustaa Pihlajamäki (FIN) Z | Hans Minder (SUI) Z | 1.            |